# フェンダー・ムスタング
フェンダー・ムスタング（Fender Mustang）は、1964年に発売開始されたフェンダー社のエレクトリック・ギター。英語としての発音は「マスタング」がより近いが、フェンダージャパンによっては「ムスタング」と公式に呼称される。
1982年にアメリカでの生産は終了したが、1986年からフェンダー・ジャパンが生産を開始。現在も販売されている。最近では、アメリカでもクラシック・シリーズ '65 ムスタングと称して、日本より輸入して発売されている。

## 仕様
1964年、フェンダーのスチューデントモデルとして登場した。
兄弟機種であるミュージックマスターやデュオソニックなどと同じくショートスケールであるが、他のスチューデントモデルには装備されていないトレモロ・ユニット「ダイナミック・ヴィブラート」が搭載されている。軽い力でアームの操作が可能。
また、スイッチの切替によって、アウト・オブ・フェイズ・サウンドを出せるのも特徴。
発売された当初は、22.5インチスケール (571.5mm) に21フレットのものと、24インチスケール (609.6mm) に22フレットのものとの2つの仕様で、塗装はラッカーフィニッシュであった｡24インチスケールのネックには、細めのAネックと通常サイズのBネックの2種類がある。
CBSによるフェンダー買収3年後の1968年には、ボディにレーシング・ストライプの描かれたコンペティション・ムスタングが発表され、1974年まで発売された｡ボディー材には、アルダーが使われていた｡
1974年から1982年に掛けては、アッシュ材を使用。指板は、メイプルとローズウッドを選べるようになっていた。
1986年から、フェンダー・ジャパンよりリイシュー・ムスタングが発売。バスウッド材のMG-69,MG-73/co、ポプラ材のMG-65、そしてアッシュ材のMG-77がある。

## 派生機種
ベースバージョンの「ムスタング・ベース」や、ミュージックマスターにムスタングのダイナミック・ヴィブラートを付けたようなギター「ブロンコ」、カート・コバーンがムスタングとジャガーを基にデザインしたギター「ジャグスタング」（カート本人は晩年のわずかな期間のみ使用）、ボディ厚を増し、ダイナミック・ヴィブラートの代わりにシンクロナイズド・トレモロユニットを搭載した、ミディアムスケールの「サイクロン」や「サイクロンII」など、派生機種が数多く存在する。

## サウンド
弾けるような高音域と、その小ぶりなボディーから想像も出来ない暴れまわるようなサウンドを発生させることから多くのミュージシャンに愛用されてきた。60年代には主にサーフ・ミュージックにおいて愛用され、90年代以降はジャガーやジャズマスターなどと共に、グランジやシューゲイザーなどのオルタナティヴ・ロックにおいてカルト的人気を博した。
ムスタングは、他のフェンダー製ギターに比べて仕様が独特なため、サウンドも個性的である。主な特徴としては、1. ショートスケールであるためにサステインが短い、2. 搭載されているシングルコイルの低音は、ややチープである、3. アームは、使う度にチューニングが狂う、などである。これらは難点ともいえるが、一方で長所や個性として捉えると、1については歯切れの良いサウンド、2については低音が薄いために音の抜けは良い、3については軽く触れるだけでアーミングが可能（小指が当たるだけで動くほど軽い）、と考えることもできる。
ピックアップはスイッチングの使い分けにより、2つそれぞれのシングルコイルとは別に、2つを直列にした厚みのある音、フェイズアウトした鼻をつまんだような音と4つのサウンドバリエーションがある。

## 代表的な使用ミュージシャン
|  | ここにフィクションのキャラクターを書き加えないでください |

- トッド・ラングレン
- カート・コバーン（ニルヴァーナ）
- ジョニー・ウィンター
- バズ・オズボーン（メルヴィンズ）
- サーストン・ムーア（ソニック・ユース）
- ビリンダ・ブッチャー（マイ・ブラッディ・ヴァレンタイン）
- フランク・ブラック（ピクシーズ）
- ジョン・フルシアンテ（レッド・ホット・チリ・ペッパーズ）
- ノラ・ジョーンズ
- パティ・スミス
- デーモン・アルバーン（ブラー）
- グレアム・コクソン（ブラー）
- サイモン・トング（The Verve）
- テレサ・ワイマン（ウォーペイント）
- Char
- Keisuke（今谷慶介）
- hyde（L'Arc〜en〜Ciel、VAMPS）
- 百々和宏（MO'SOME TONEBENDER）